# 海伦·汤普森·伍利
海伦·布拉德福德·汤普森·伍利（1874年6月11日—1947年12月24日）是一位美国心理学家，是研究性别差异以及童年教育和福利的先锋。

## 生平和教育
伍利出生于1874年11月6日，出生地为美国芝加哥伊利诺伊州恩格尔伍德。她于1893年以4年平均分97%班级第一的成绩从恩格尔伍德高中毕业。她在自己所写的告别文章中提到高中时期的兴趣为“通过介入和援助，使个人迈向更进一步的自由”，这一兴趣最终转化为她未来的工作。
由于她高中时期的优异学术表现，芝加哥大学以全额奖学金录取了她。在就读期间她继续住在家里。她在大学三年级获得了心理学方向的奖学金，并在1897年获得心理学学士学位，此后她在心理学方向以及哲学和神经内科方向继续攻读研究生。研究生期间她获得了多位学者的指导，包括詹姆斯·罗兰·安吉尔、约翰·杜威、乔治·贺伯特·米德和亨利·唐诺森。在此期间，她在三个领域全部有论文发表。
在1990年，伍利从芝加哥大学攻读获得拉丁文学位荣誉博士学位。在此成就之外，她还成为第一批获得实验心理学博士学位的女性。她的博士论文研究了性别差异，这个话题在她当时的年代由女性进行研究和书写是非常具有争议性的。
在1901年，伍利决定离开伊利诺伊州并接受了一份在南哈德利曼荷莲学院的教职，该学院是一所全女性学校。该学院是由女性教育领域的开创者玛莉·里昂建立的。她在曼荷莲学院持续任教至1905年，当年她和保罗·格哈德·伍利结婚。结婚后他们一起移居到俄亥俄州辛辛那提，从此她的关注点转向职业指导。在辛辛那提期间，伍利在1911到1921年间担任公立学校的职业局局长。她是首个担任该职位的心理学家，也是首个担任该职位的女性。
在1921年，她和丈夫离开辛辛那提移居至密歇根底特律。在底特律她于梅跋学校任教，并作为参与者之一开发了梅跋儿童心理量表。 在1926年，她移居至纽约，于哥伦比亚大学教育学院的儿童福利机构工作。
在1930年，由于突发的变化，伍利不得不停止工作。当时她存在健康问题、和丈夫离婚、还有工作造成的压力和焦虑，都让她遭受了眼中的精神打击，直到去世都未恢复。
伍利于1947年12月24日由于主动脉瘤过世，享年73岁。

## 性别差异研究
伍利在1903年发表博士论文《性别的心理特点：男性与女性正常心理的实验研究》。这是为人所知的第一篇关于性别差异的论文，同时这篇文论因其严格细致的实验方法和对细节的注意而受到广泛好评。
她最知名的研究选取了25名男性被试和25名女性被试，让被试进行一系列广泛的测试，测试方面包括感觉、运动、认知功能和人格。伍利随后花了大量的时间计算各种可能的结果，分析每一个被试的时间就长达24小时。研究结果非常具有争议性，一些研究者不承认她的结论，而另一些心理学家和研究者，例如爱德华·桑代克，则认为她的发现令人印象深刻。
这项研究的结果表明在多数运动测试中男性表现较好，而女性在合作任务中则表现更好。男性在测试中表现出了更多的创造性，而女性则表现出了更好的精准感觉和记忆能力。伍利认为没有证据表明或证实女性比男性更易受到情绪影响。更一般地说，伍利的研究发现男性和女性之间存在许多相似性，而不是不同。

## 童年教育和福利研究
伍利是首个研究童年退学后果的心理学家。伍利进行了一项针对青少年的大型纵向研究，包括完成学业的青少年和在早年就退学开始工作的青少年。
研究结果显示未完成学业和童工的确会和消极后果联系在一起，但是因为研究仅仅揭示了相关关系，所以她无法确定这些消极后果是因为缺乏教育导致的还是由于其他外因导致的。虽然研究结果在她的眼中不尽如人意，但她仍然因为扩展了针对儿童教育和福利方面的研究而广受赞誉。

## 著作和研究
伍利在职业生涯中写了三部书和约50篇文章。这些著作分布在不同的话题之下，虽然大多数作品都是心理学相关的，她在芝加哥大学攻读研究生期间也发表了一些哲学和神经内科方面的文章。她发布的工作的列表如下（英文列表），该列表特别展示了她早期的工作。
- Sensory Affection and Emotion (1907)[7]
- The Development of Right Handedness in a Normal Infant (1910)[8]
- The Psychology of Sex (1914)[9]
- A New Scale of Mental and Physical Measurements for Adolescents and Some of Its Uses (1915)[10]